# Setophaga adelaidae
Setophaga adelaidae е вид птица от семейство Parulidae.

## Разпространение
Видът е разпространен в Пуерто Рико.